# Pustinjska priča – El Shatt
Pustinjska priča – El Shatt je dokumentarni film Hrvatske radiotelevizije autora Ninoslava Lovčevića. Govori o zbjegu gotovo 40.000 stanovnika Dalmacije u Italiju i egipatski El Shatt te surovom, ali složnom i nadahnutom životu tijekom dvogodišnjeg boravka u pustinji nadomak Sueskoga kanala. 
Urednik Dokumentarnog programa Hrvatske radiotelevizije koji je producirao ovaj film bio je Miro Branković.